# Suicide by cop
Suicide by cop er det fænomen at en person ønsker at blive dræbt, og derfor optræder truende med henblik på at få politiet til at skyde sig. Der er to varianter af fænomenet: Den første er at en person som har begået en forbrydelse og jages af politiet, foretrækker at blive dræbt frem for at blive anholdt. Den anden variant er at en person som ønsker at begå selvmord, med overlæg skaber en situation hvor politiet er nødsaget til at skyde vedkommende.
Fænomenet er ifølge en opgørelse lavet af Ekstra Bladet forekommet fire gange i Danmark indtil 2018: i 2011, to gange i 2016 og i 2017. Ifølge en udtalelse fra en politichef i det nordvestlige Skåne i 2018 forekommer suicide by cop dér så tit som hver anden eller tredje uge.
"Suicide by cop" bruges som overskrift i et officielt domsresume fra Retten i Glostrup for en sag i 2011 hvor en mand truede en gidsel i en bank med henblik på selv at blive skudt. Manden overlevede og blev dømt til anbringelse i psykiatrisk afdeling da han ifølge Retslægerådet var utilregnelig på grund af sindssygdom.

## Rereferencer
1. ↑  "Mistanke: Svensk politi bliver brugt til selvmord", fyens.dk, 15. december 2018, hentet 15. december 2019
2. ↑  "De blev også skudt af politiet: En dræbt og syv sårede", Ekstra Bladet, 19. oktober 2018, hentet 15. december 2019
3. ↑  ""Suicide by cop" – den amerikanska självmordstrenden nu också på allvar i Skåne", Sydsvenskan, 13. december 2018, hentet 15. december 2019
4. ↑  Gidselsag - "Suicide by cop", Retten i Glostrup, 30. november 2011, arkiveret fra originalen 15. december 2019, hentet 15. december 2019

| Politi | Spire Denne politirelaterede artikel er en spire som bør udbygges. Du er velkommen til at hjælpe Wikipedia ved at udvide den. |